# Tašmajdan Sport és Szabadidő Központ
A Tašmajdan Sport és Szabadidő Központ' vagy Tašmajdan Park (szerbül: Ташмајдански парк / Tašmajdanski park), a köznyelvben sokszor csak Tašmajdan (szerbül: Ташмајдан) vagy egyszerűen Taš  egy sport- és rekreációs központ Belgrád külvárosában. 1958-ban alapította a Belgrádi Közgyűlés, itt található az Aleksandar Nikolić Csarnok, a Pionir Jégcsarnok és több szabadtéri illetve fedett úszómedence is.
A 2000-es években strukturálisan hanyatlani kezdett, így számos közéleti személyiség felszólalása után a helyi önkormányzat 2009-ben kezdeményezte az úgynevezett „TAS je naš”  elnevezésű akciót, melynek az volt a célja, hogy felhívja a nyilvánosság figyelmét az omladozó létesítményre. 2011 szeptemberében 550 millió szerb dinár beruházásával indult el a felújítási folyamat, melynek 2016-ban lett vége.
A Tašmajdan adott otthont az első úszó-világbajnokságnak 1973-ban.

### Tašmajdan Stadion

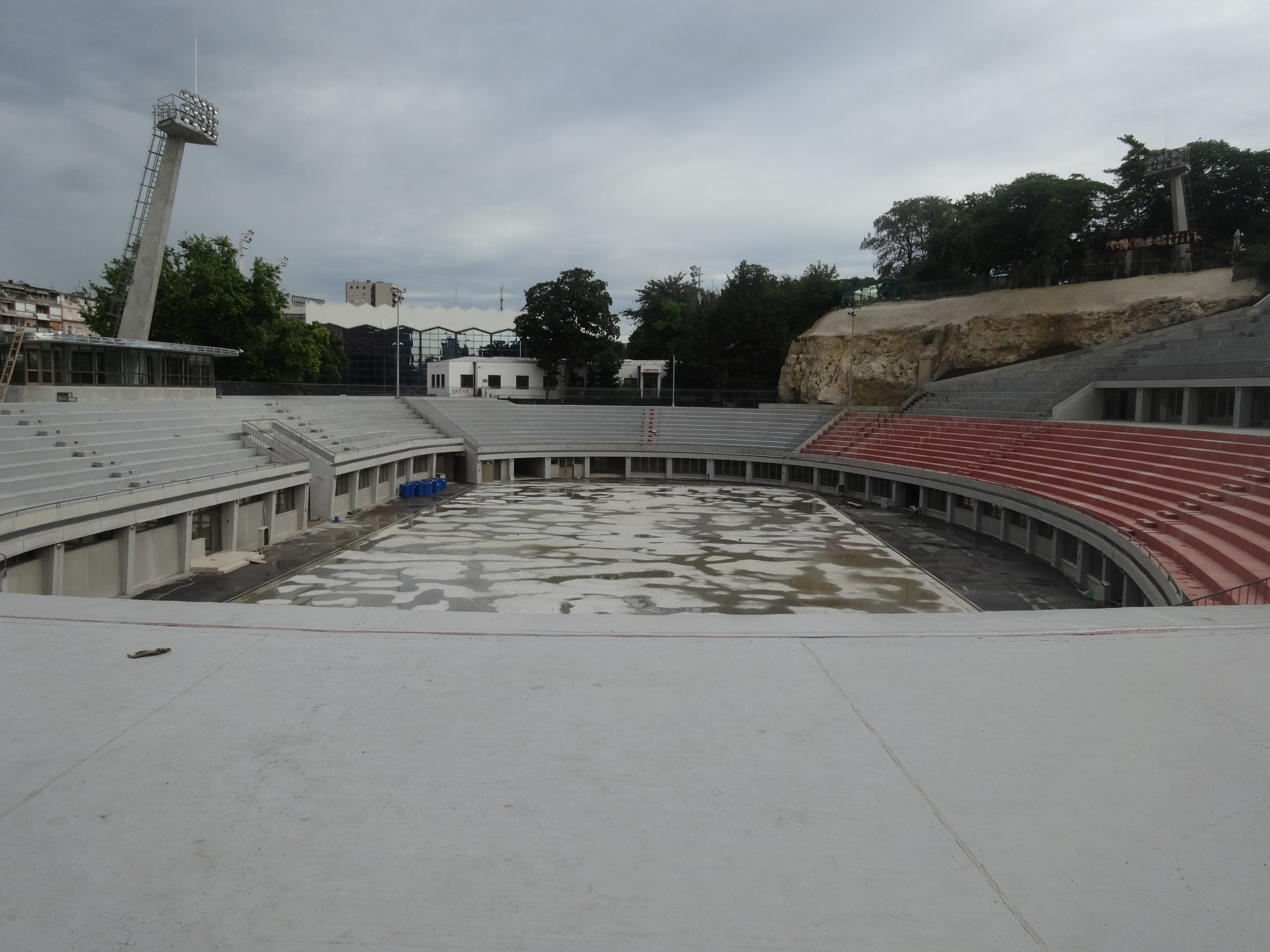
Tašmajdan Stadion

## Létesítmények

### Uszoda

#### Kültéri medence
A kültéri medencét 1961. június 25-én nyitották meg, kapacitása 2500 fő befogadására alkalmas, mely különféle sportrendezvényeken 4000 főre bővíthető.

#### Fedett uszoda
A fedett uszodát 1968. december 13-án adták át, méretei 50 × 20 méter. A kapacitása 2000 ülőhely. Ugyanebben az épületben található egy rekreációs központ, egy edzőterem , egy kis medence és egy szálloda, melynek a neve Taš.

## Koncertek
| Dátum                     | Előadó(k)            |
| ------------------------- | -------------------- |
| 1979. szeptember 1.       | Riblja čorba         |
| 1982. június 10.          | Zdravko Čolić        |
| 1983. június 10.          | Galija               |
| 1985. június 8-9          | Bajaga i Instruktori |
| 1985. szeptember 14.      | Plavi orkestar       |
| 1993. szeptember 17.      | Svetlana Ražnatović  |
| 1994. június 13.          | Lepa Brena           |
| 1996. június 29.          | Partibrejkers        |
| 1996. szeptember 13.      | Zabranjeno Pušenje   |
| 1997. május 31.-június 1. | Riblja čorba         |
| 2002. május 18.           | Lee „Scratch” Perry  |
| 2002. május 25.           | Bajaga i Instruktori |
| 2002. június 1.           | Manu Chao            |
| 2002. június 28.          | Femi Kuti            |
| 2002. július 26.          | Motörhead            |
| 2003. június 5.           | OK Band              |
| 2003. június 12.          | Magazin              |
| 2003. június 20.          | Van Gogh             |
| 2004. június 13.          | Vlado Georgiev       |
| 2004. június 27.          | Earth, Wind and Fire |
| 2005. június 13.          | Kraftwerk            |
| 2006. június 13.          | The Sisters of Mercy |
| 2006. július 30.          | Whitesnake           |
| 2006. augusztus 16.       | Toto                 |
| 2006. szeptember 15.      | Sinan Sakić          |
| 2006. szeptember 16.      | Rock 'n' Roll škola  |
| 2007. június 21.          | The Cult             |
| 2008. augusztus 29.       | Sinan Sakić          |
| 2008. szeptember 5-6.     | Jelen Pivo Live 2008 |

## Külső hivatkozások
- honlap[halott link]